# Isla Daecheong
Isla Daecheong (en coreano: 대청도) es una isla de 12,63 kilómetros cuadrados (4,88 millas cuadradas) en el Condado de Ongjin, Incheon, Corea del Sur, ubicado cerca de la Línea Límite Norte. El Acuerdo de Armisticio de Corea de 1953, que puso fin a la guerra de Corea estipula que las cinco islas, incluyendo Daecheong permanecerían bajo control de Naciones Unidas y Corea del Sur. Este acuerdo fue firmado por ambas Coreas y el Comando de las Naciones Unidas. Desde entonces, sirve como una delimitación marítima entre Corea del Norte y Corea del Sur en el mar Amarillo (también llamado mar Occidental).
La isla está ubicada a 19 km (12 millas) de la costa del sur de la provincia de Hwanghae en Corea del Norte.